# Rossella
Rossella is een geslacht van sponsdieren uit de klasse van de Hexactinellida.

## Soorten
- Rossella antarctica Carter, 1872
- Rossella aperta (Topsent, 1916)
- Rossella dubia (Schulze, 1886)
- Rossella fibulata Schulze & Kirkpatrick, 1910
- Rossella gaini (Topsent, 1916)
- Rossella gaussi Schulze & Kirkpatrick, 1910
- Rossella ijimai Dendy, 1924
- Rossella inermis (Topsent, 1916)
- Rossella levis (Kirkpatrick, 1907)
- Rossella longstaffi (Kirkpatrick, 1907)
- Rossella lychnophora Schulze & Kirkpatrick, 1910
- Rossella mixta Schulze & Kirkpatrick, 1910
- Rossella nuda Topsent, 1901
- Rossella pilosa (Kirkpatrick, 1907)
- Rossella podagrosa Kirkpatrick, 1907
- Rossella racovitzae Topsent, 1901
- Rossella schulzei (Kirkpatrick, 1907)
- Rossella vanhoeffeni (Schulze & Kirkpatrick, 1910)
- Rossella villosa Burton, 1929
- Rossella vitiosa Wiedenmayer in Hooper & Wiedenmayer, 1994